# Nothing Compares 2 U
„Nothing Compares 2 U“ („Nic se ti nevyrovná“) je píseň kterou kolem roku 1984 napsal Prince.

## Verze the Family
Funková kapela The Family, pro kterou Prince píseň složil, ji vydala na eponymním a jediném albu v roce 1985. Skladba se nedostala do širšího povědomí.

## Ostatní coververze
Píseň nazpívala řada dalších interpretů, mezi nimi například Dune, Sinéad O'Connor, Me First and the Gimme Gimmes, Northern Kings, Shiny Toy Guns nebo Jimmy Scott.

## Úryvek textu
`Cause nothing compares
Nothing compares 2 u
It's been so lonely without u here
Like a bird without a song
Nothing can stop these lonely tears from falling
Tell me baby where did I go wrong
I could put my arms around every boy I see
But they'd only remind me of you
I went to the doctor n'guess what he told me